# Герб Солнечного района
Герб Со́лнечного муниципального района Хабаровского края Российской Федерации.
Герб утверждён Решением № 4 Солнечной районной Думы Хабаровского края 26 января 2000 года.
Герб внесён в Государственный геральдический регистр Российской Федерации под номером 516.

## Описание герба
«В червлёном (красном) поле золотое сияющее солнце, диск которого окаймлён в цвет поля и обременён лазоревым поясом, на котором поставлены четыре зеленых горы (сопки), уменьшающиеся влево; ниже пояса диск косо решетчатый, с серебряными просветами. Девиз „OCCASUM NESCIO“ („Не ведаю заката“) начертан золотыми литерами на червленой, подбитой золотом ленте».

## Описание символики
В гербе отражена легенда о районе Мяо-Чана — горном хребте, в отрогах которого расположены основные добывающие предприятия, ставшие градообразующими для поселков Солнечный и Горный, и сыгравшие огромную роль в создании Солнечного района. Эта легенда о долине и речке с названием «Халдоми», что с нанайского переводится как «сумка сокровищ».
Оригинальный текст легенды не сохранился, поэтому пришлось реконструировать её на основе имеющихся сведений. Главная идея герба создавалась на следующем варианте легенды: "Летал бог над Землей и раскидывал горстями сокровища — распределял их по миру. Там кинет золото, там медь, там камни драгоценные. Летал так, летал, да устал сильно. А сумка еще тяжелая — много богатств в ней осталось, оттягивает ему руку. И когда пролетал он над горными хребтами, размахнулся сильно и швырнул свою сумку, со всеми оставшимися в ней сокровищами, вниз, в горы. Разлетелись сокровища по горам, заполнили их недра. И этот район Мяо-Чана так и называется «Халдоми» — «сумка сокровищ».
Красный цвет (основной цвет герба) есть символ мужества, храбрости, неустрашимости, героизма (а их немало потребовалось, в суровом климате, при освоении и строительстве предприятий и жилых поселков).
Девиз «Occasum nescio» переводится с латинского как «Не ведаю заката» и служит обращением от лица солнца, для обозначения неизменного благополучия района.

## История герба
Герб Солнечного района был разработан на основе материалов диссертации Андрея Александровича Аксёнова, старшего преподавателя кафедры культурологии Комсомольского-на-Амуре государственного технического университета, члена-корреспондента Всероссийского Геральдического Общества (г. Москва), председателя Комсомольского-на-Амуре городского клуба коллекционеров.
Первый вариант герба Солнечного района был утверждён в 1999 году Решением районной думы Солнечного района.
Герб имел следующее описание: «В гербе изображено солнце, соответствующее названию района. Расположенные на диске солнца элементы свидетельствуют о следующем: сопки говорят о том, что район находится на Дальнем Востоке и со всех сторон окружен сопками. Река — символ богатств района водоемами. Решетка с серебряными просветами — напоминание о суме (корзине) с сокровищами, которая, согласно древней легенде, была брошена с неба на хребет Мяо-Чан, наполнив его драгоценными ископаемыми. Белый цвет это еще и цвет олова — основного добываемого металла».
В январе 2000 года было принято Положение о флаге и гербе Солнечного района.